# Karma Peiró
Karma Peiró (Barcelona, 1968) és una periodista catalana. Especialitzada en internet i les Tecnologies de la Informació i la Comunicació (TIC) i el periodisme de dades. Va ser directora de Nació Digital des del juliol de 2015 fins a l'abril de 2018.
Inicia la seva carrera el 1992 a TVE i tres anys més tard entra en contacte amb les noves tecnologies, quan el 1995 començà a treballar a Servicom, el primer proveïdor d'internet per a usuaris particulars de l'Estat. Ha treballat i ha ocupat càrrecs de responsabilitat en mitjans com ara Web, en.red.ando Catalunya Ràdio, La Vanguardia Digital i el 3cat24.cat, entre d'altres. Va ser la presidenta del Grup de Periodistes Digitals (GPD), de 1999 a 2001. Com a docent, ha impartit cursos al Col·legi de Periodistes de Catalunya i a les facultats de Periodisme de les següents universitats: Universitat Autònoma de Barcelona, Universitat Pompeu Fabra, Universitat Ramon Llull, Universitat de Girona, Universitat Internacional de Catalunya i Universitat de Vic. És membre del grup espanyol de l'Open Knowledge Foundation.
Així mateix, és directora de la Fundació Visualització per la Transparència (ViT) que promou l’ús de les dades obertes per empoderar la ciutadania i el rendiment de comptes de la informació pública, i membre del Consell Assessor de l’Observatori d’Ètica en Intel·ligència Artificial de Catalunya.
Els darrers anys, a més de dirigir el diari Nació Digital (2015-2018), s'ha dedicat al periodisme de dades.
L'any 2020 va obtenir el Premi Bones Pràctiques en Comunicació no Sexista que atorga l'Associació de Dones Periodistes de Catalunya, per una informació sobre violències masclistes, confinament i dades.